# يوم جونغ آه
يوم جونغ آه هي ممثلة كورية جنوبية ولدت في 28 يوليو 1972، تشمل أفلامها البارزة مثل حكاية الشقتيتن (2003)، والخداع الكبير (2004)، والحديقة القديمة (2007)، وعربة التسوق (2014). لعبت دور البطولة في المسلسل الشهير قلعة السماء (2018)، التنظيف (2022).

## اعمال

### افلام
- ثلاث... متطرفين (2004)

## وصلات خارجية
- يوم جونغ آه على موقع IMDb (الإنجليزية)
- يوم جونغ آه على موقع ألو سيني (الفرنسية)
- يوم جونغ آه على موقع قاعدة بيانات الفيلم (الإنجليزية)